# Chondracanthus lepophidii
Chondracanthus lepophidii – gatunek widłonoga z rodziny Chondracanthidae. Opisał go w 1974 roku zoolog Ju-shey Ho.